# 미하엘 슈미트 (스키 선수)
미하엘 슈미트(독일어: Michael Schmid, 1984년 3월 18일~)는 스위스의 프리스타일 스키 선수로 주 종목은 스키크로스이다. 올림픽에 2회 참가했고 2010년 동계 올림픽 스키크로스 종목에서 금메달을 획득했다.